# Glaciar Viedma
El Viedma es un glaciar de la Patagonia que desagua en el lago Viedma, y tiene sus fuentes en la vertiente oriental del campo de hielo Patagónico Sur. El sector intermedio del glaciar está ubicado en la zona limítrofe no demarcada afectada por el litigio del Campo de Hielo Patagónico Sur, que Argentina y Chile consideran parte de su territorio.
El paso binacional de los 5 glaciares constituye su punto más al norte, desde allí desciende hacia el sur girando luego al este para desembocar en el lago Viedma. En su paso se encuentran los nunatak Whitte y Viedma. En su recorrido recibe la afluencia del glaciar situado en el Circo de los Altares. En los mapas oficiales chilenos todo el glaciar queda comprendido en el sector rectangular dibujado en el anexo II del Acuerdo para precisar el recorrido del límite desde el Monte Fitz Roy hasta el Cerro Daudet de 1998, que corresponde a las coordenadas extremas del área no demarcada. El sector bajo y oriental del glaciar se encuentra en territorio del parque nacional Los Glaciares en la provincia de Santa Cruz de Argentina. Las fuentes de la vertiente norte que desciende del campo de hielo se encuentran en el parque nacional Bernardo O'Higgins en la región de Magallanes y de la Antártica Chilena de Chile.
Es el glaciar más grande del parque nacional Los Glaciares, seguido por el Upsala y el segundo más grande del hemisferio sur solo después del Glaciar Pío XI. Su naciente se encuentra al SE del Volcán Lautaro y su longitud es de 70 km, siendo el glaciar más largo de Sudamérica. Es conocido además por las tres bandas de cenizas producto de erupciones pasadas de dicho volcán. Desciende del Campo de Hielo Patagónico Sur y corre en un cañón formado entre los cerros Huemul y Puntudo, para finalmente desembocar sobre el lago Viedma y la laguna del Viedma.
El frente del glaciar se puede observar en embarcaciones desde el lago Viedma y cuenta con 2,5 km de ancho por 50 m de altura. Alcanza los 977 km². Dentro del glaciar se destaca el nunatak Viedma.

## Excursiones turísticas
El glaciar es uno de los principales atractivos de la localidad turística de El Chaltén. Existe un concesionario de Parques Nacionales que realiza excursiones turísticas de diversa índole.
- Opción "Viedma Light" (excursión al frente del glaciar): se realiza un viaje en catamarán que recorre el frente glaciar y el lago Viedma. La excursión parte del muelle de Bahía Túnel, que se encuentra a 18 km de El Chaltén. Dura dos horas y media.
- Opción "Ice Trek" (navegación al glaciar y trekking): se realiza una excursión de seis horas que incluyen un viaje en barco al glaciar y un recorrido de dos horas y media y 400 m sobre este haciendo trekking sencillo con grampones.
- Opción "Viedma-pro" (escalada en el hielo): excursión de nueve horas que incluye escalada en el hielo.